# Пятидневка
Пятидневка (разг.) — единица измерения времени, равная 5 дням.
Пятидневкой называлась непрерывная рабочая неделя («непрерывка»), состоящая из пяти дней в период с 1929 по 1931 годы. Каждому дню такой недели соответствовал цветовой код: жёлтый, розовый, красный, фиолетовый, зелёный. Каждый трудящийся соответствовал одному из цветовых кодов и имел 4 рабочих дня и один выходной.
Когда методологическо-педагогический сектор перешёл на непрерывную неделю и вместо чистого воскресенья днями отдыха Хворобьева стали какие-то фиолетовые пятые числа, он с отвращением исхлопотал себе пенсию и поселился далеко за городом.И. Ильф, Е. Петров. «Золотой телёнок».

## Достоинства
Выгодами пятидневки по сравнению с обычной рабочей неделей — отсутствие простоя оборудования из-за выходных. При обычной неделе простои станков составляют почти 30 % времени (2 дня из семи). В соответствии с лозунгом «пятилетку в четыре года», рост производительности труда при непрерывке, особенно механизированного, позволял добиться этого.

## Недостатки
- При современной неделе трудящийся имеет два выходных каждые семь дней, а при пятидневке каждые десять дней, то есть в год имеет на 42 % выходных меньше.
- Возникали проблемы личного характера, если муж и жена имели выходные, выпадающие на разные дни.

## Современное употребление
Впоследствии пятидневкой стали называть 5 рабочих дней от понедельника до пятницы при обычной семидневной неделе. В СССР пятидневная рабочая неделя была введена 7 марта 1967 года.